# Reprezentacja Grecji na Mistrzostwach Europy w Wioślarstwie 2010
Reprezentacja Grecji na Mistrzostwach Europy w Wioślarstwie 2010 liczyła 15 sportowców. Najlepszymi wynikami było 1. miejsce w dwójce bez sternika mężczyzn oraz dwójce podwójnej wagi lekkiej kobiet.

## Medale

### Złote medale
dwójka bez sternika (M2-): Jeorjos Dzialas, Janis Christu
dwójka podwójna wagi lekkiej (LW2x): Christina Jazidzidu, Aleksandra Tsiawu

### Srebrne medale
czwórka bez sternika (M4-): Janis Tsilis, Stergios Papachristos, Nikolaos Gundulas, Apostolos Gundulas

### Brązowe medale
Brak

## Wyniki

### Konkurencje mężczyzn
- jedynka wagi lekkiej (LM1x): Dimitris Mujos – 7. miejsce
- dwójka bez sternika (M2-): Jeorjos Dzialas, Janis Christu – 1. miejsce
- dwójka podwójna (M2x): Wasilis Tzaninis, Konstantinos Douflias – 13. miejsce
- dwójka podwójna wagi lekkiej (LM2x): Panagiotis Magdanis, Ilias Pappas – 8. miejsce
- czwórka bez sternika (M4-): Janis Tsilis, Stergios Papachristos, Nikolaos Gundulas, Apostolos Gundulas – 2. miejsce

### Konkurencje kobiet
- dwójka podwójna (W2x): Triantafyllia Kalampoka, Aikaterini Nikolaidou – 7. miejsce
- dwójka podwójna wagi lekkiej (LW2x): Christina Jazidzidu, Aleksandra Tsiawu – 1. miejsce